# Hwang Jong-Hyun
Hwang Jong-Hyun, född den 2 maj 1975, är en sydkoreansk landhockeyspelare.
Han tog OS-silver i herrarnas landhockeyturnering i samband med de olympiska landhockeytävlingarna 2000 i Sydney.